# Хлорат таллия(I)
Хлорат таллия(I) — неорганическое соединение, соль металла таллия и хлорноватой кислоты с формулой TlClO3, бесцветные кристаллы, растворимые в воде.

## Получение
- Обменная реакция сульфата таллия(I) и хлората бария:

{\displaystyle {\mathsf {Tl_{2}SO_{4}+Ba(ClO_{3})_{2}\ {\xrightarrow {}}\ 2TlClO_{3}+BaSO_{4}\downarrow }}}

## Физические свойства
Хлорат таллия(I) образует бесцветные кристаллы, растворимые в воде.